# Tetiana Komarnyćka
Tetiana Borysiwna Komarnyćka (ukr. Тетяна Борисівна Комарницька; ur. 1 listopada 1971) – ukraińska zapaśniczka walcząca w stylu wolnym.
Brązowa medalistka mistrzostw świata w 1995; czwarta w 1993, 1994 i 1997. Zdobyła sześć medali na mistrzostwach Europy w latach 1993 - 2000.